# Kjærlighetslandet
Kjærlighetslandet är ett musikalbum med Halvdan Sivertsen, utgivet 1994 av skivbolaget Grappa Musikkforlag A/S. Spår 11 är inspelad live med Gitarkameratene under deras avskedskonsert i Chateau Neuf i Oslo. Resten är inspelad i Oslo Lydstudio.

## Låtlista
1. "Hvis du vil ha mæ" – 3:43
2. "Vi vil leve lenge" – 3:34
3. "Som en engel" – 4:09
4. "Første gang" – 3:23
5. "Varm kakao, fjernkontrollen og Fantomet" – 3:43
6. "Hr. Petter til Alstahaug" – 4:32
7. "Sverre nord i verret" – 3:27
8. "Værsjuk" – 3:44
9. "Bruremarsj fra Lødingen" (Trad./Halvdan Sivertsen) – 3:31
10. "Bare Hurtigruta går" – 3:33
11. "Røtter" (Gitarkameratene, live) – 4:03
12. "Kjærlighetslandet" – 5:08

- Alla låtar skrivna av Halvdan Sivertsen där inget annat anges.

## Medverkande
Musiker
- Halvdan Sivertsen – sång, gitarr
- Børge Petersen-Øverleir – gitarr
- Einar Thorbjørnsen – keyboard
- Bård Bergrabb – basgitarr
- Rune Mathisen – trummor, percussion
- Susanne Lundeng – fiol
- Geir Otnæs – dragspel
- Hans Fredrik Jacobsen – flöjt
- Gjermund Silset – basgitarr (på "Sverre nord i verret")
- Elisabeth Moberg, Kari Iveland, Per Øystein Sørensen, Geir Rebbestad – körsång

Produktion
- Svein Gundersen – musikproducent
- Ingar Helgesen – ljudtekniker
- Jan Roberg – ljudtekniker
- Arvid Larsen – foto
- EGG – omslagsdesign